# Lịch sử di truyền các dân tộc bản địa châu Mỹ
Lịch sử di truyền các dân tộc bản địa châu Mỹ được chia thành hai giai đoạn chính: đầu tiên là làn sóng thiên di vào châu Mỹ của người cổ đại tầm 20.000-14.000 năm trước (nhiều khả năng còn sớm hơn thế), và cuộc thực dân hóa châu Mỹ của người châu Âu sau khoảng 500 năm trước. Làn sóng di cư đầu tiên giữ vai trò chủ chốt, quyết định số lượng các dòng di truyền, đột biến tiếp hợp giao tử và các haplotype nền móng hiện diện trong các quần thể người bản địa châu Mỹ ngày nay.
Hầu hết các nhóm bản địa châu Mỹ hiện nay là hậu duệ của một trong hai dòng tổ tiên từng hình thành ở Siberia trước Cực đại băng hà cuối cùng, tức khoảng từ 36.000-25.000 năm trước. Sau đó, họ phân tán khắp châu Mỹ sau thời điểm 16.000 năm trước; ngoại lệ là các nhóm nói tiếng Na-Dene và tiếng Eskimo–Aleut có nguồn gốc một phần từ các nhóm người Siberia di cư vào châu Mỹ về sau.
Đầu những năm 2000, các nghiên cứu cổ di truyền vẫn chủ yếu dựa trên phân tích các nhóm đơn bội Y-DNA và nhóm đơn bội ADN ty thể ở người. Các chỉ thị "atDNA" đôi khi cũng được vận dụng trong các nghiên cứu, song khác với mtDNA hoặc Y-DNA ở chỗ chúng thường trùng lặp với nhau rất đáng kể.
Các phân tích di truyền quần thể người châu Mỹ bản địa và Siberi thường được dùng làm bằng chứng ủng hộ học thuyết cho rằng các quần thể sáng lập tại Beringia bị cô lập từ sớm, rồi sau đó mới có những luồng di cư nhanh chóng hơn từ Siberia qua Beringia vào Tân Thế giới. Sự đa dạng của các dãy ADN vi vệ tinh và sự phân bố dòng Y đặc trưng của Nam Mỹ chứng tỏ rằng một số quần thể người châu Mỹ từng bị cô lập kể từ lần đầu họ đặt chân đến khu vực này. Các quần thể người Na-Dené, Inuit và Alaska bản địa sở hữu nhóm đơn bội Q-M242; song khác biệt với những dân tộc châu Mỹ bản địa khác do họ có nhiều đột biến mtDNA và atDNA khá độc đáo. Điều này cho thấy rằng những dân tộc đầu tiên định cư ở cực bắc của Bắc Mỹ và Greenland bắt nguồn từ những quần thể di cư vào châu Mỹ muộn hơn so với những quần thể thâm nhập xa hơn về phía nam của châu Mỹ. Giới ngôn ngữ học và sinh vật học cũng đưa ra kết luận tương tự dựa trên phân tích các nhóm ngôn ngữ bản địa châu Mỹ và kiểu mẫu phân bố của các nhóm máu ABO.

## Dòng cha

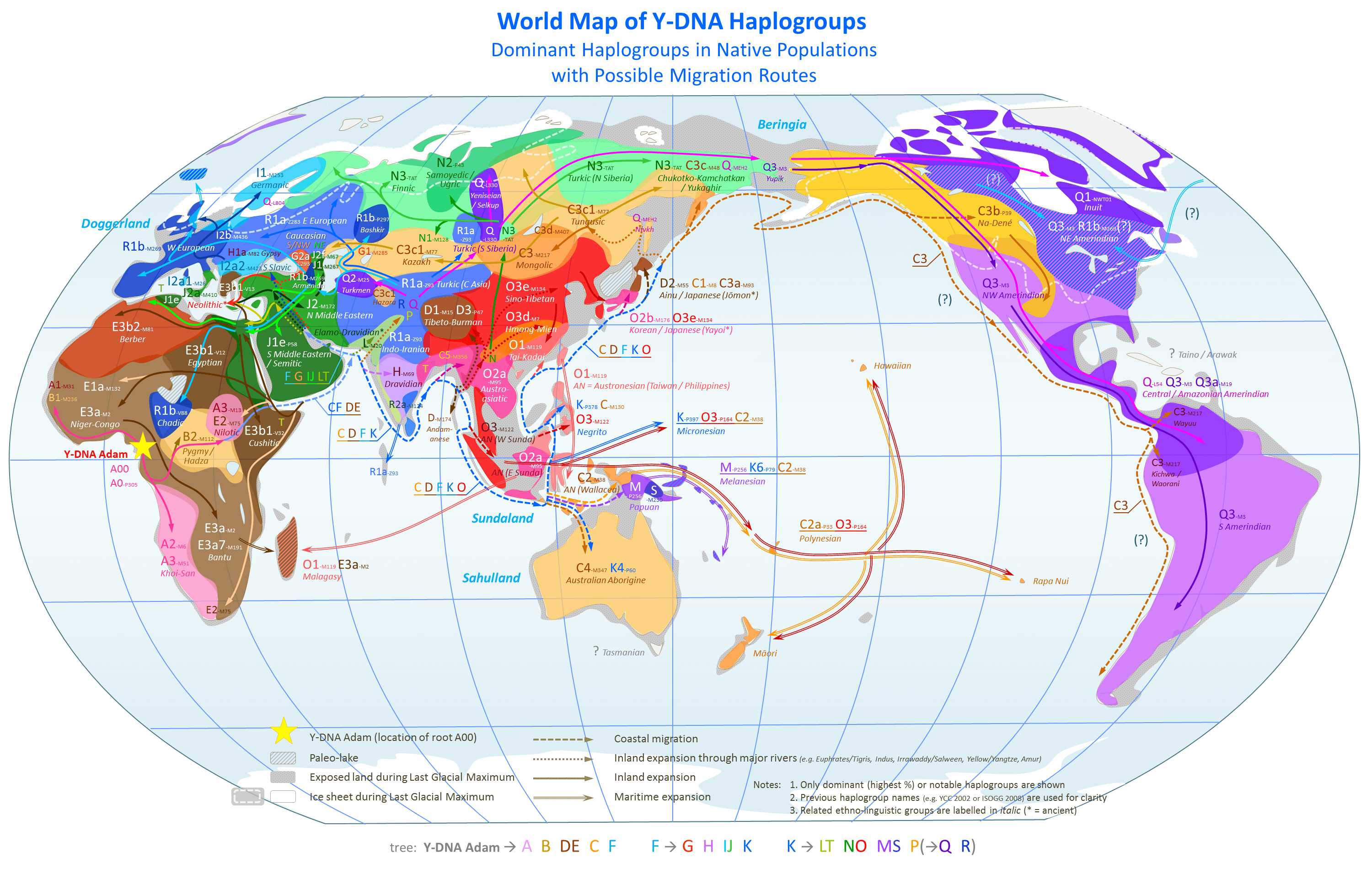
Bản đồ các nhóm đơn bội nhiễm sắc thể Y - các nhóm đơn bội trội nhất trong các quần thể thời kỳ tiền thực dân, biểu diễn cùng những tuyến di cư phỏng đoán tương ứng.

Có đề xuất cho rằng nơi phát tích dòng cha của quần thể nguồn di cư vào châu Mỹ nằm đâu đó ở "miền Trung Siberia".
Các nhóm bản địa thuộc nhóm đơn bội Q và C3b thường là hậu duệ phụ hệ Mỹ bản địa.
Sự đa dạng vi vệ tinh và sự phân bố của một dòng dõi Y đặc hữu tại Nam Mỹ chứng tỏ một số quần thể người bản địa nhất định đã bị cô lập sau làn sóng bành trướng khu vực lần đầu. Các quần thể Na-Dené, Inuit và Alaska bản địa sở hữu đột biến thuộc nhóm đơn bội Q (Y-DNA), song đột biến mtDNA và atDNA của họ khác biệt hẳn với các nhóm bản địa khác. Điều này cho thấy tổ tiên các quần thể người ở cực bắc châu Mỹ và Greenland di cư vào khu vực này khá muộn.

### Nhóm đơn bội Q

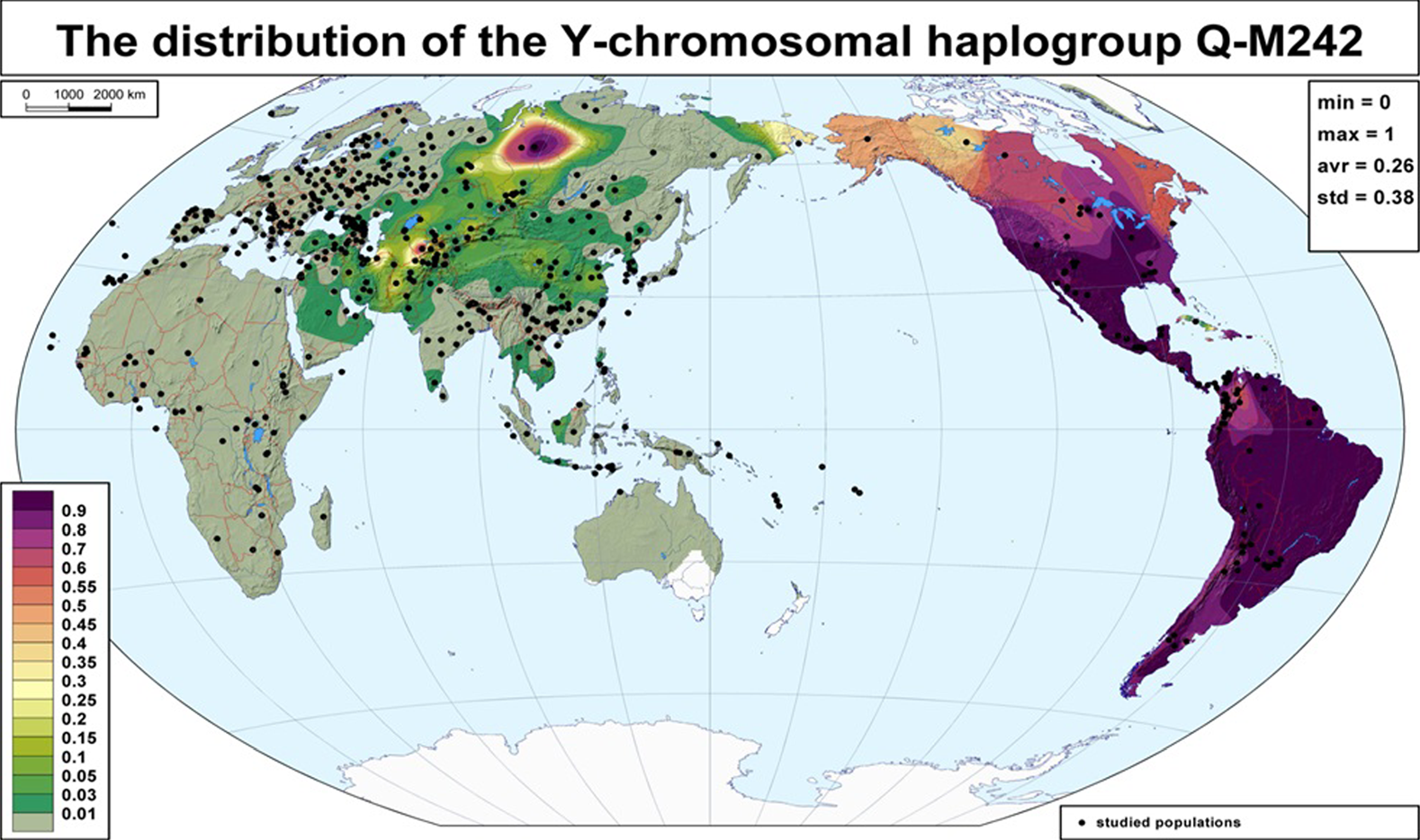
Phân bố tần suất nhóm đơn bội Q-M242.

Q-M242 (danh pháp đột biến) là đặc trưng (SNP) của nhóm đơn bội Q (Y-DNA) (danh pháp nhánh phát sinh). Ở đại lục Á-Âu, nhóm đơn bội Q có thể được tìm thấy trong gen các quần thể người Siberia bản địa, chẳng hạn như dân tộc Chukchi và Koryak hiện đại, cũng như trong gen một số quần thể người Đông Nam Á, chẳng hạn như dân tộc Dayak. Đặc biệt, hai nhóm biểu hiện lớn nhất đột biến Q-M242 là dân tộc Ket (93,8%) và Selkup (66,4%). Người Ket được cho là những hậu duệ sống sót cuối cùng của các bầy người săn bắt và hái lượm ở Siberia xưa kia. Quy mô nhân khẩu của họ rất nhỏ; tính đến năm 2002 chỉ còn tầm 1.500 người Ket sinh sống tại Nga. Theo thống kê gần đây nhất, chỉ vỏn vẹn 4.250 người Selkup còn tồn tại.
Cuộc thiên di qua cầu đất Beringia của một nhóm người mang đột biến Q-M242 đã đánh dấu cho khởi điểm của thời đại Anh-điêng cổ. Gen của một bộ phận quần thể di cư đã trải qua đột biến gọi là Q-M3 (SNP), sau được truyền cho quần thể con cháu, rồi họ tiếp tục di cư khắp châu Mỹ.
Nhóm đơn bội Q-M3 được xác định dựa trên sự hiện diện của rs3894 (M3) (SNP). Đột biến Q-M3 mới xuất hiện cách đây 15.000 năm, tức trùng thời điểm người Anh-điêng cổ sang châu Mỹ. Q-M3 là kiểu đơn bội chính xuất hiện trong các quần thể châu Mỹ, với tỷ lệ 83% trong dân số Nam Mỹ, 50% trong quần thể Na-Dené, và khoảng 46% trong quần thể Eskimo-Aleut ở Bắc Mỹ. Bởi luồng Q-M3 di cư ngược lại Âu-Á không đáng kể, các nhà nghiên cứu cho rằng đột biến này phát tích ở phần phía đông cầu Beringia, tức cụ thể hơn là bán đảo Seward hoặc vùng nội địa tây Alaska. Về sau mực nước biển dâng nhấn chìm khối đất Beringia và khiến tuyến đường nối sang châu Mỹ bị cắt đứt.
Kể từ khi các nhà nghiên cứu phát hiện ra Q-M3, nhiều quần thể người mang chỉ thị M3 đã được phát hiện. Một ví dụ là ở Nam Mỹ, nơi một số quần thể có tỷ lệ (SNP) M19 cao, được đặt danh pháp là chi nhánh Q-M19. M19 đã được phát hiện ở 59% đàn ông người Ticuna Amazon và 10% đàn ông người Wayuu. Chi nhánh M19 dường như chỉ xuất hiện ở Nam Mỹ, phát sinh tầm 5.000-10.000 năm trước. Điều này cho thấy từng diễn ra sự cô lập dân cư và chia cắt các nhóm lớn thành các bộ lạc nhỏ lẻ tại Nam Mỹ, quá trình mà chắc hẳn đã bắt đầu ngay sau khi con người di cư xuống lục địa này. Các chi nhánh khác xuất hiện ở quần thể Mỹ châu bao gồm Q-L54, Q-Z780, Q-MEH2, Q-SA01 và Q-M346. Ngoài ra ở Canada, hai dòng dõi nữa tồn tại, đó là Q-P89.1 và Q-NWT01.

### Nhóm đơn bội R1

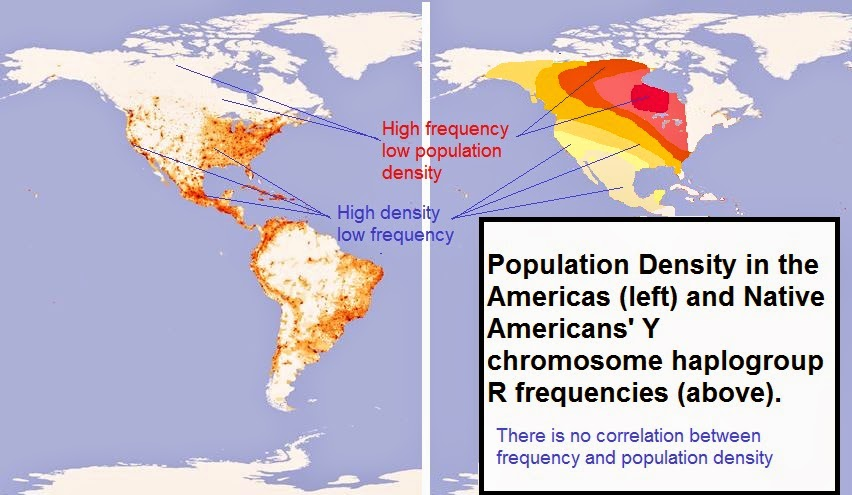
Phân bố Nhóm đơn bội R1

### Dẫn nguồn
1. 1 2  Wendy Tymchuk (2008). “Learn about Y-DNA Haplogroup Q. Genebase Tutorials”. Genebase Systems. Bản gốc lưu trữ ngày 22 tháng 6 năm 2010. Truy cập ngày 21 tháng 11 năm 2009.
2. ↑  Orgel, Leslie E. (2004). “Prebiotic chemistry and the origin of the RNA world”. Critical Reviews in Biochemistry and Molecular Biology. 39 (2): 99–123. CiteSeerX 10.1.1.537.7679. doi:10.1080/10409230490460765. PMID 15217990.
3. ↑  Tallbear, Kim (2014). “The Emergence, Politics, and Marketplace of Native American DNA”.  Trong Kleinman, Daniel Lee; Moore, Kelly (biên tập). Routledge Handbook of Science, Technology, and Society. Routledge. tr. 23. ISBN 978-1-136-23716-4. Lưu trữ bản gốc ngày 30 tháng 1 năm 2016. Truy cập ngày 5 tháng 1 năm 2016.
4. ↑  Moreno-Mayar, J. Víctor; Potter, Ben A.; Vinner, Lasse;  và đồng nghiệp (tháng 1 năm 2018). “Terminal Pleistocene Alaskan genome reveals first founding population of Native Americans” (PDF). Nature. 553 (7687): 203–207. Bibcode:2018Natur.553..203M. doi:10.1038/nature25173. PMID 29323294. S2CID 4454580.
5. ↑  Y Chromosome Consortium (2002). “A Nomenclature System for the Tree of Human Y-Chromosomal Binary Haplogroups”. Genome Research. 12 (2): 339–348. doi:10.1101/gr.217602. PMC 155271. PMID 11827954.(Detailed hierarchical chart) Lưu trữ ngày 15 tháng 12 năm 2016 tại Wayback Machine
6. ↑  Griffiths, Anthony J. F.; Miller, Jeffrey H.; Suzuki, David T.;  và đồng nghiệp biên tập (2000). An Introduction to Genetic Analysis (ấn bản thứ 7). New York: W.H. Freeman. ISBN 978-0-7167-3771-1. Lưu trữ bản gốc ngày 15 tháng 8 năm 2021. Truy cập ngày 31 tháng 8 năm 2017.
[cần giải thích]
7. ↑  Tamm, Erika; Kivisild, Toomas; Reidla, Maere;  và đồng nghiệp (5 tháng 9 năm 2007). “Beringian Standstill and Spread of Native American Founders”. PLOS ONE. 2 (9): e829. Bibcode:2007PLoSO...2..829T. doi:10.1371/journal.pone.0000829. PMC 1952074. PMID 17786201.
8. ↑  Derenko, Miroslava; Malyarchuk, Boris; Grzybowski, Tomasz;  và đồng nghiệp (21 tháng 12 năm 2010). “Origin and Post-Glacial Dispersal of Mitochondrial DNA Haplogroups C and D in Northern Asia”. PLOS ONE. 5 (12): e15214. Bibcode:2010PLoSO...515214D. doi:10.1371/journal.pone.0015214. PMC 3006427. PMID 21203537.
9. 1 2 3 4 5  Bortolini, Maria-Catira; Salzano, Francisco M.; Thomas, Mark G.;  và đồng nghiệp (tháng 9 năm 2003). “Y-chromosome evidence for differing ancient demographic histories in the Americas”. American Journal of Human Genetics. 73 (3): 524–539. doi:10.1086/377588. PMC 1180678. PMID 12900798.
10. 1 2  Ruhlen, Merritt (tháng 11 năm 1998). “The Origin of the Na-Dene”. Proceedings of the National Academy of Sciences of the United States of America. 95 (23): 13994–13996. Bibcode:1998PNAS...9513994R. doi:10.1073/pnas.95.23.13994. PMC 25007. PMID 9811914.
11. 1 2  Zegura, Stephen L.; Karafet, Tatiana M.; Zhivotovsky, Lev A.;  và đồng nghiệp (tháng 1 năm 2004). “High-Resolution SNPs and Microsatellite Haplotypes Point to a Single, Recent Entry of Native American Y Chromosomes into the Americas”. Molecular Biology and Evolution. 21 (1): 164–175. doi:10.1093/molbev/msh009. PMID 14595095.
12. ↑  Saillard, Juliette; Forster, Peter; Lynnerup, Niels;  và đồng nghiệp (2000). “mtDNA Variation among Greenland Eskimos. The Edge of the Beringian Expansion”. American Journal of Human Genetics. 67 (3): 718–726. doi:10.1086/303038. PMC 1287530. PMID 10924403.
13. ↑  Schurr, Theodore G. (21 tháng 10 năm 2004). “The Peopling of the New World: Perspectives from Molecular Anthropology”. Annual Review of Anthropology. 33: 551–583. doi:10.1146/annurev.anthro.33.070203.143932.
14. ↑  Torroni, Antonio; Schurr, Theodore G.; Yang, Chi-Chuan;  và đồng nghiệp (tháng 1 năm 1992). “Native American Mitochondrial DNA Analysis Indicates That the Amerind and the Nadene Populations Were Founded by Two Independent Migrations”. Genetics. 30 (1): 153–162. doi:10.1093/genetics/130.1.153. PMC 1204788. PMID 1346260.
15. ↑  Wade, Nicholas (12 tháng 3 năm 2014). “Pause Is Seen in a Continent's Peopling”. The New York Times. Lưu trữ bản gốc ngày 9 tháng 4 năm 2021. Truy cập ngày 24 tháng 2 năm 2017.
16. ↑  Lyovin, Anatole V. (1997). “Native Languages of the Americas”. An Introduction to the Languages of the World. Oxford University. tr. 309. ISBN 978-0-19-508115-2. Lưu trữ bản gốc ngày 10 tháng 5 năm 2021. Truy cập ngày 7 tháng 6 năm 2020.
17. ↑  Mithun, Marianne (tháng 10 năm 1990). “Studies of North American Indian Languages”. Annual Review of Anthropology. 19 (1): 309–330. doi:10.1146/annurev.an.19.100190.001521. JSTOR 2155968.
18. ↑  Alice Roberts (2010). The Incredible Human Journey. A&C Black. tr. 101–03. ISBN 978-1-4088-1091-0. Lưu trữ bản gốc ngày 25 tháng 1 năm 2021. Truy cập ngày 5 tháng 8 năm 2019.
19. ↑  Santos, Fabrício R.; Pandya, Arpita; Tyler-Smith, Chris;  và đồng nghiệp (tháng 2 năm 1999). “The Central Siberian Origin for Native American Y Chromosomes”. American Journal of Human Genetics. 64 (2): 619–628. doi:10.1086/302242. PMC 1377773. PMID 9973301.
20. ↑  Blanco Verea; Alejandro José. Linajes del cromosoma Y humano: aplicaciones genético-poblacionales y forenses. Univ Santiago de Compostela. tr. 135–. GGKEY:JCW0ASCR364. Lưu trữ bản gốc ngày 30 tháng 1 năm 2016. Truy cập ngày 15 tháng 6 năm 2011.
21. ↑  “Summary of knowledge on the subclades of Haplogroup Q”. Genebase Systems. 2009. Bản gốc lưu trữ ngày 10 tháng 5 năm 2011. Truy cập ngày 22 tháng 11 năm 2009.[nguồn không đáng tin?]
[cần chú thích đầy đủ]
22. ↑  Zegura, Stephen L.; Karafet, Tatiana M.; Zhivotovsky, Lev A.;  và đồng nghiệp (tháng 1 năm 2004). “High-resolution SNPs and microsatellite haplotypes point to a single, recent entry of Native American Y chromosomes into the Americas”. Molecular Biology and Evolution. 21 (1): 164–175. doi:10.1093/molbev/msh009. PMID 14595095.
23. ↑  Saillard, Juliette; Forster, Peter; Lynnerup, Niels;  và đồng nghiệp (tháng 9 năm 2000). “mtDNA Variation among Greenland Eskimos: The Edge of the Beringian Expansion”. The American Journal of Human Genetics. 67 (3): 718–726. doi:10.1086/303038. PMC 1287530. PMID 10924403.
24. ↑  Schurr, Theodore G. (2004). “The Peopling of the New World – Perspectives from Molecular Anthropology”. Annual Review of Anthropology. 33: 551–583. doi:10.1146/annurev.anthro.33.070203.143932. JSTOR 25064865. S2CID 4647888.
25. ↑  Torroni, Antonio; Schurr, Theodore G.; Yang, Chi-Chuan;  và đồng nghiệp (tháng 1 năm 1992). “Native American Mitochondrial DNA Analysis Indicates That the Amerind and the Nadene Populations Were Founded by Two Independent Migrations”. Genetics. 130 (1): 153–162. doi:10.1093/genetics/130.1.153. PMC 1204788. PMID 1346260.
26. ↑  Balanovsky, Oleg; Gurianov, Vladimir; Zaporozhchenko, Valery;  và đồng nghiệp (tháng 2 năm 2017). “Phylogeography of human Y-chromosome haplogroup Q3-L275 from an academic/citizen science collaboration”. BMC Evolutionary Biology. 17 (S1): 18. doi:10.1186/s12862-016-0870-2. PMC 5333174. PMID 28251872.
27. 1 2  “How the Subclades of Y-DNA Haplogroup Q are determined”. Genebase Systems. 2009. Bản gốc lưu trữ ngày 21 tháng 1 năm 2010. Truy cập ngày 22 tháng 11 năm 2009.
28. ↑  “Y-DNA Haplogroup Tree”. Genebase Systems. 2009. Bản gốc lưu trữ ngày 25 tháng 12 năm 2010. Truy cập ngày 21 tháng 11 năm 2009.
29. 1 2 3  “Frequency Distribution of Y-DNA Haplogroup Q1a3a-M3”. GeneTree. 2010. Bản gốc lưu trữ ngày 4 tháng 11 năm 2009. Truy cập ngày 30 tháng 1 năm 2010.
30. ↑  Flegontov, Pavel; Changmai, Piya; Zidkova, Anastassiya; Logacheva, Maria D.; Altınışık, N. Ezgi; Flegontova, Olga; Gelfand, Mikhail S.; Gerasimov, Evgeny S.; Khrameeva, Ekaterina E.; Konovalova, Olga P.; Neretina, Tatiana; Nikolsky, Yuri V.; Starostin, George; Stepanova, Vita V.; Travinsky, Igor V.; Tříska, Martin; Tříska, Petr; Tatarinova, Tatiana V. (2016). “Genomic study of the Ket: A Paleo-Eskimo-related ethnic group with significant ancient North Eurasian ancestry”. Scientific Reports. 6: 20768. arXiv:1508.03097. Bibcode:2016NatSR...620768F. doi:10.1038/srep20768. PMC 4750364. PMID 26865217.
31. 1 2 3  Wells, Spencer (2002). The Journey of Man: A Genetic Odyssey. Princeton University Press. tr. 138–140. ISBN 978-0-691-11532-0.
32. ↑  “Learning Center :: Genebase Tutorials”. Genebase.com. 22 tháng 10 năm 1964. Bản gốc lưu trữ ngày 17 tháng 11 năm 2013.
33. ↑  Bonatto, SL; Salzano, FM (4 tháng 3 năm 1997). “A single and early migration for the peopling of the Americas supported by mitochondrial DNA sequence data”. Proceedings of the National Academy of Sciences of the United States of America. 94 (5): 1866–1871. Bibcode:1997PNAS...94.1866B. doi:10.1073/pnas.94.5.1866. PMC 20009. PMID 9050871.
34. ↑  Smolenyak, Megan; Turner, Ann (2004). Trace Your Roots with DNA: Using Genetic Tests to Explore Your Family Tree. Rodale. tr. 83. ISBN 978-1-59486-006-5. Lưu trữ bản gốc ngày 30 tháng 1 năm 2016. Truy cập ngày 5 tháng 1 năm 2016.
35. ↑  Than, Ker (14 tháng 2 năm 2008). “New World Settlers Took 20,000-Year Pit Stop”. National Geographic News. Lưu trữ bản gốc ngày 26 tháng 8 năm 2014. Truy cập ngày 24 tháng 1 năm 2010.
36. ↑  Lovgren, Stefan (2 tháng 2 năm 2007). “First Americans Arrived Recently, Settled Pacific Coast, DNA Study Says”. National Geographic News. Lưu trữ bản gốc ngày 22 tháng 8 năm 2009. Truy cập ngày 2 tháng 2 năm 2010.
37. ↑  “First Americans Endured 20,000-Year Layover – Jennifer Viegas, Discovery News”. 10 tháng 5 năm 2017. Bản gốc lưu trữ ngày 10 tháng 10 năm 2012. Truy cập ngày 18 tháng 11 năm 2009. page 2 Lưu trữ ngày 13 tháng 3 năm 2012 tại Wayback Machine
38. ↑  González Burchard, Esteban; Borrell, Luisa N.; Choudhry, Shweta;  và đồng nghiệp (tháng 12 năm 2005). “Latino Populations: A Unique Opportunity for the Study of Race, Genetics, and Social Environment in Epidemiological Research”. American Journal of Public Health. 95 (12): 2161–2168. doi:10.2105/AJPH.2005.068668. PMC 1449501. PMID 16257940.